# Фонд младих УЛУС
Фонд младих је био стални фонд за унапређење стваралаштва младих уметника ликовних и примењених уметности Удружења ликовних уметника Србије, подстицао је креативност уметника до тридесет и пет година. Замишљен је као облик непосредне бриге за даровите уметнике који непосредно по завршетку школовања покушавају да стекну стваралачку сигурност и равноправно се укључе у актуелне уметничке токове. Данас представља целовиту збирку вредних уметничких дела из свих области ликовног и примењеног стваралаштва.

## Историја
Стални фонд за унапређење стваралаштва младих уметника ликовних и примењених уметности је основан 1. јануара 1972. године у циљу подстицања креативности уметника до тридесет и пет година који су у свом раду постигли известан степен афирмације и унапређења ликовног и примењеног стваралаштва. Корисници стипендије су морали да буду у статусу самосталног уметника и да активно учествују у уметничком животу Београда. Фонд је имао својство правног лица, имао је свој печат и жиро рачун. Преко Удружења ликовних уметника Србије, Фонд је финансирала тадашња Београдска заједница културе. Конкурсом је нуђено двадесет и пет стипендија у висини просечног личног дохотка за период од две године (24.000 динара). Управни одбор Фонда је као компензацију узимао дела од корисника и имао право да их излаже, позајмљује или продаје стварајући на тај начин нова средства. Поред појединца, Фонд је био отворен за све радне колективе, друштвено–политичке организације и институције који су вољни да своја средства и прилоге ставе на располагање Фонду. У периоду 1974—1975. Фонд је доделио двадесет и пет двогодишњих стипендија у висини од 600.000 динара и располагао је са 97 слика, 33 скулптура и и 210 графика. Године 1978. је садржао преко 450 откупљених радова, 1987. преко 1500 радова ликовних и примењених уметности, а 1988. преко 1700.

### Стипендисти
Према члану девет Правилника Фонда младих, стипендисти су били чланови Удружења ликовних уметника Србије и Удружења ликовних уметника примењених уметности Србије који приликом подношења пријава на конкурс нису навршили тридесет и пет година старости, нису у радном односу и нису корисници других стипендија, а активни су у београдском културном животу и ликовним манифестацијама Београда.
Стипендисти Фонда младих су били:

#### 1972—1973.
- Момчило Мома Антоновић
- Милан Блануша
- Љиљана Блажеска
- Драган Добрић
- Живко Ђак
- Шемса Гавранкапетановић
- Љубица Ђурђев
- Бора Иљовски
- Душанка Јовић
- Стеван Кнежевић
- Владимир Комад
- Илија Костов
- Владан Мицић
- Бранимир Минић
- Драгиша Обрадовић
- Александрина Паскутини
- Бранимир Пауновић
- Јован Ракиџић
- Милорад Ступовски
- Анета Светиева
- Милорад Тепавац
- Мирко Тримчевић
- Радислав Тркуља
- Здравко Вајагић
- Милун Видић
- Миладин Желимир
- Снежана Дмитровић Здравковић

#### 1974—1975.
- Љиљана Блажеска
- Милан Блануша
- Ратко Вулановић
- Шемса Гавранкапетановић
- Марио Ђиковић
- Зоран Јовановић Добротин
- Милена Крсмановић
- Мирјана Мојсић
- Јован Ракиџић
- Кемал Рамујкић
- Владимир Рашић
- Добри Стојановић
- Боривој Дедић
- Весна Радосављевић
- Бранка Марић
- Слободанка Матић
- Владан Мицић
- Драган Добрић
- Илија Костов
- Никола Клисић
- Милорад Тепавац
- Ђорђије Црнчевић
- Страхиња Станковић
- Јоана Вулановић
- Анета Светиева
- Душан Оташевић

#### 1976—1977.
- Љиљана Бурсаћ
- Никола Вукосављевић
- Јоана Вулановић
- Ратко Вулановић
- Милица Вучковић
- Драган Гашић
- Горан Гвардиол
- Марио Ђиковић
- Снежана Дмитровић Здравковић
- Бора Иљовски
- Милица Јелић Глигоровић
- Драган Јовановић
- Велизар Крстић
- Никола Клисић
- Снежана Маринковић
- Анте Мариновић
- Данка Петровска
- Балша Рајчевић
- Александра Ристић
- Јовица Стевановић
- Радмила Степановић
- Добри Стојановић
- Станка Тодоровић
- Ђорђије Црнчевић

#### 1978—1979.
- Александар Цветковић
- Божидар Дамјановски
- Фатима Дедић Рајковић
- Владимир Фландер
- Радивоје Ђуровић
- Горан Гвардиол
- Радован Хиршл
- Биљана Јанковић
- Драгољуб Јелесијевић
- Драгана Јовчић
- Слободан Кнежевић
- Велизар Крстић
- Љиљана Манзаловић
- Душан Марковић
- Надежда Марковић
- Весна Мијачика
- Стјепан Мимица
- Борислава Недељковић Продановић
- Мице Попчев
- Миливоје Стоиљковић
- Зорица Тасић
- Марија Тишма
- Томислав Тодоровић
- Велимир Вукићевић
- Весна Зламалик

#### 1980—1981.
- Александар Антић
- Марија Васиљев
- Биљана Вуковић
- Божидар Дамјановски
- Марија Драгојловић
- Весна Зламалик
- Драгољуб Јелесијевић
- Душан Јовановић
- Милутин Копања
- Власта Максимовић
- Надежда Марковић
- Весна Мијачика
- Тафил Мусовић
- Невенка Рајковић
- Оливера Савић
- Радош Стевановић
- Миливоје Стоиљковић
- Невенка Стојсављевић
- Слободанка Ступар
- Зорица Тасић
- Томислав Тодоровић
- Радован Трнавац
- Александар Цветковић
- Невена Хаџи Јованчић
- Оливера Кравић Крстић

#### 1982—1983.
- Александар Антић
- Јармила Вешовић
- Борут Вилд
- Зоран Гребенаровић
- Антонија Драгутиновић
- Веселин Драшковић
- Игор Драгичевић
- Петар Ђурђевић
- Синиша Жикић
- Станко Зечевић
- Ранка Лучић Ранковић
- Душан Јевтовић
- Срђан Јовановић
- Душан Јуначков
- Слободан Крстић
- Дијана Кожовић
- Ева Мрђеновић
- Тафил Мусовић
- Мира Орлић
- Миодраг Петровић
- Мице Попчев
- Светлана Раденовић
- Љиљана Стојановић
- Ана Танић
- Милош Шкрбовић

#### 1984—1985.
- Милица Жарковић
- Дејан Попов
- Слободан Трајковић
- Божидар Чогурић
- Мирослав Благојевић
- Мирјана Јокановић
- Драгослава Бојић Николић
- Зорка Влаховић
- Стојанка Ђорђић
- Станко Зечевић
- Милица Којчић
- Славко Миленковић
- Светлана Раденовић
- Љиљана Стојановић
- Растко Ћирић
- Дејан Јовичић
- Александар Димитријевић
- Љубиша Ђурић
- Зорица Кушић
- Милован Де Стил Марковић
- Лепосава Милошевић Сибиновић
- Невена Хаџи Јованчић
- Едвина Романовић Худечкова
- Весна Кнежевић
- Јармила Вешовић
- Дијана Кожовић

#### 1986—1987.
- Нинослава Видовић
- Душица Жарковић
- Милица Жарковић
- Марија Илић
- Милица Лукић
- Олга Никач
- Гордан Николић
- Гордана Петровић
- Зоран Белић
- Ненад Брачић
- Душан Јуначков
- Весна Кнежевић
- Мирослав Станојловић
- Оливера Стојадиновић
- Марија Стошић
- Никола Џепина
- Нада Алавања
- Мирослав Ђорђевић
- Зоран Јездимировић
- Драгослав Крнајски
- Драган Милосављевић
- Гордана Олујић
- Никола Пилиповић
- Богданка Чабак
- Драгана Станаћев
- Биљана Црнчанин
- Миомир Грујић Флека
- Милена Јовановић
- Милан Тепавац
- Растко Ћирић
- Едвина Романовић Худечкова
- Љубица Станимировић

#### 1988—1989.
- Жарко Смиљанић
- Душица Жарковић
- Гордана Петровић
- Милан Томић
- Радомир Кнежевић
- Сабрина Максимовић
- Драган Боснић
- Маријана Гвозденовић
- Миодраг Млађовић
- Добрица Бисенић
- Мирослав Ђорђевић
- Дијана Кожовић
- Мирјана Крстевска Марић
- Јасмина Стојановић
- Биљана Шево
- Дејан Анђелковић
- Жељко Ђуровић
- Игор Степанчић
- Стојанка Ђорђић
- Биљана Пешић
- Дејана Вучковић
- Небојша Здравковић
- Слободан Кузмановић
- Катарина Шабан
- Перо Рајковић
- Мирослав Бабић
- Златко Вићентијевић
- Владимир Ћурчин
- Драган Влајић

#### 1990—1992.
- Анђела Меденица
- Милица Томић
- Марица Јовићевић
- Милица Којчић
- Милинко Коковић
- Небојша Стојковић
- Дејан Анђелковић
- Јелица Радовановић
- Аница Вучетић
- Марија Илић
- Мито Коматина
- Емир Шкандро
- Светлана Рибица
- Биљана Шево
- Владимир Ћурчин
- Душица Кирјаковић
- Виолета Самарџић

### Управни одбор
Према Правилнику, Фондом је управљао Управни одбор од седам чланова које је именовала Београдска заједница културе, Удружење ликовних уметника Србије и Удружења ликовних уметника примењених уметности Србије. Управни одбор је имао председника и секретара из својих редова у двогодишњем мандату, сазивали су седнице Управног одбора и руководили њиме, представљали су Фонд пред другим правним лицима, потписивали налоге за исплату и старали се о спровођењу свих одлука Управног одбора Фонда. Дужности одбора су биле да расписује јавне конкурсе за коришћење средстава Фонда, да утврђује услове конкурса, врши избор корисника између пријављених кандидата на основу поднетих радова и увида у његов претходни уметничких рад, да прати рад корисника Фонда, стара се о склапању уговора и њиховом извршењу, врши одабир и процену вредности уметничких радова понуђених за компензацију. Управни одбор је био дужан да води евиденцију свих откупљених радова, да их чува, уступа некој установи или музеју на одређени период или да их отуђи. Новчана средства која би Фонд стекао путем продаје или изнајмљивањем дела припадала су Фонду и коришћена су за повећање броја стипендија.
Управни одбор Фонда младих су чинили:

#### 1972—1973.
- Иван Цветко, председник
- Мома Марковић, секретар
- Ђорђе Бошан
- Веља Вукићевић
- Нандор Глид
- Бора Драговић
- Олга Јеврић
- Бошко Карановић
- Босиљка Кићевац
- Раденко Мишевић

#### 1974—1975.
- Раденко Мишевић, председник
- Александар Пајванчић, секретар
- Ото Лого
- Миодраг Нагорни
- Ђорђе Росић
- Богољуб Теофановић
- Иван Цветко

#### 1976—1977.
- Мило Димитријевић, председник
- Зора Давидовић, секретар
- Љиљана Жегарац Рајчевић
- Владимир Комад
- Илија Костов
- Милан Мартиновић
- Мирјана Николић Пећинар

#### 1978—1979.
- Војислав Васиљевић, председник
- Милан Блануша, секретар
- Оливера Грбић
- Милан Жунић
- Веселко Зорић
- Јелена Кршић
- Радоје Милановић
- Драган Милеуснић
- Мирослав Стевановић
- Загорка Стојановић
- Бранко Цонић

#### 1980—1981.
- Братислав Љубишић, председник
- Душан Ђокић, секретар
- Викторија Бреговљанин
- Гојко Варда
- Чедомир Васић
- Миодраг Гојковић
- Љиљана Жегарац
- Гордана Јоцић
- Слободан Петровић
- Кемал Рамујкић
- Бранислав Стајевић

#### 1982—1983.
- Љиљана Симовић, председник
- Горан Гвардиол, секретар
- Гојко Варда
- Бора Иљовски
- Стеван Кнежевић
- Даница Масниковић
- Светлана Павловић Џиндо
- Љубинка Савић Граси
- Марија Сараз Такач
- Милан Станковић
- Љиљана Трајковић
- Мира Орлић Пешић
- Зоран Гребенаровић
- Петар Ђурђевић
- Веселин Драшковић
- Александар Антић

#### 1984—1985.
- Душан Марковић, председник
- Милорад Вукановић, секретар
- Момчило Мома Антоновић
- Драган Димитријевић
- Живко Ђак
- Душан Јовановић
- Велизар Крстић
- Весна Лакићевић
- Бранислав Мојсиловић
- Раде Николић
- Ивана Поповић

#### 1986—1987.
- Љиљана Ћинкул, председник
- Љиљана Стојановић, секретар
- Ратко Вулановић
- Радомир Кундачина
- Раша Тодосијевић
- Милорад Вукановић
- Живорад Раденковић
- Весна Свобода
- Драгица Думановић Радуновић
- Слободан Роксандић

#### 1988—1989.
- Дивна Јеленковић
- Небојша Радојев
- Никола Вукосављевић, председник
- Љубомир Иванковић
- Томислав Тодоровић
- Милош Мајсторовић
- Гордана Китак
- Лепосава Милошевић Сибиновић
- Гордана Поповић Васић
- Миланка Берберовић

#### 1990—1992.
- Чедомир Васић
- Вјера Дамјановић
- Зоран Белић
- Тахир Лушић
- Славка Ћук
- Томислав Богдановић
- Зоран Ђукановић
- Злата Билић

### Процедура
Уз пријаву кандидати су подносили биографију са подацима о уметничком раду као и пет оригиналних дела из своје уже струке који су настали у последње три године. Са изабраним корисницима Фонда склапан је уговор којим се Фонд обавезивао да кориснику обезбеди у једнаким месечним износима одређени износ новца на име аванса за дела која се током и након уговореног периода уступају Фонду. Уговор између Фонда и уметника је склапан за период од две године. Сваки аутор је могао да буде стипендиста највише два пута. Уговор између уметника и Фонда је могао да се раскине у случајевима када корисник не испуњава уговором предвиђене обавезе, када се трајно удаљи из земље на дуже од три месеца, када се запосли или прима другу стипендију. Крајем сваког уговореног период Управни одбор Фонда је са Удружењем ликовних уметника и Удружењем примењених уметника Србије приређивао изложбе преузетих радова свих корисника стипендија. За време трајања Уговора између Фонда и уметника, Фонд је имао првенствено избор дела како из атељеа уметника, тако и са изложби на којима је стипендиста излагао. Уметник је морао да измири обавезе четири месеца пре истека уговореног периода, као и да по избору Управе уступи своја дела у трајно власништво Фонда. Преузета дела требало би да компензују целу суму примљених средстава, цена појединих дела је утврђена у договору са ауторима. Уметник се обавезивао да два пута годишње омогући управи Фонда увид у свој стваралачки рад. Фонд је имао обавезу да води картотеку преузетих радова и евиденцију њиховог кретања и да их чува под повољним условима, као и да поводом сваке изложбе издаје каталоге.

## Изложбе Фонда
Фонд младих је организовао следеће изложбе:
- Изложба „Млади 1972—1973” (1973)
- Изложба дела Сталног фонда за унапређење стваралаштва младих уметника ликовних и примењених уметности (1974)
- Изложба „Млади 1974—1975” (1976)
- Изложба „Млади 1976—1977” (1978)
- Изложба „Млади 1978—1979” (1980)
- Изложба „Млади 1980—1981” (1982)
- Изложба „Млади '82” (1982)
- Изложба „Фонд младих 1972—1982” (1983)
- Изложба „Млади 1982—1983” (1983)
- Изложба корисника Фонда младих 1982—1983 (1983)
- Изложба „Млади 1984—1985” (1986)
- Изложба „Вождовачке летње игре” (1986)
- Изложба чланова УЛУС-а (1986)
- Изложба чланова УЛУС-а – Фонда младих (1986)
- Изложба слика из збирке Фонда за унапређење стваралаштва младих уметника (1986)
- Изложба корисника Фонда младих 1986—1987 (1988)
- Изложба корисника Фонда младих (1988)
- Изложба „Из Фонда младих” (1992)
- Изложба графике из „Фонда младих” (1998)

Места и датуми одржавања изложби Фонда младих:
- Салон ликовног сусрета Суботице од 22. до 31. маја 1973.[9]
- Галерија Дома војске у Београду од 26. септембра до 14. октобра 1973.[9]
- Музеј у Смедереву од 30. марта до 25. априла 1974.[9]
- Уметнички павиљон „Цвијета Зузорић” од 16. до 28. јануара и од 1. јула до 10. септембра 1976.[9]
- фоаје Дома војске у Лесковцу од 19. до 30. октобра 1976.[9]
- галерија Задужбине Илије М. Коларца од 5. до 17. јануара 1978.[9]
- Ранчићева кућа у Гроцкој од 20. априла до 8. маја и од 3. јула до 10. августа 1978.[9]
- галерија УЛУС од 1. до 11. јула и од 19. јула до 9. септембра 1978.[9]
- Дом културе Ресавица од 6. до 13. августа 1978.[9]
- галерија НУ „Браћа Стаменковић” од 6. до 18. септембра 1978.[9]
- галерија УЛУС од 26. септембра до 25. октобра 1978.[9]
- фоаје Љубљанске банке у Београду од 26. октобра до 10. новембра 1978.[9]
- Дом културе Гуча од 17. до 24. октобра 1978, у сарадњи са Југословенском галеријом репродукција уметничких дела из Београда[9]
- Фабрика електричних уређаја „Слобода” у Чачку од 24. до 31. октобра 1978, у сарадњи са Југословенском галеријом репродукција уметничких дела из Београда[9]
- галерија „Радулбегов конак” у Зајечару од 3. до 9. новембра 1978, у сарадњи са Југословенском галеријом репродукција уметничких дела из Београда[9]
- галерија Музеја рударства и металургије Бор од 9. до 16. новембра 1978, у сарадњи са Југословенском галеријом репродукција уметничких дела из Београда[9]
- подруми „Рубин” у Крушевцу од 22. новембра до 7. децембра 1978, у сарадњи са Југословенском галеријом репродукција уметничких дела из Београда[9]
- галерија УЛУС од 17. јануара до 28. фебруара, од 1. августа до 8. септембра и од 24. до 30. септембра 1979.[9]
- купалиште „Језеро” на Ади Циганлији од 7. до 21. јула и од 3. августа до 2. септембра и поводом боравка гостију Међународног монетарног фонда 4. октобра 1979.[9]
- галерија УЛУС од 25. јуна до 7. јула 1980.[9]
- купалиште „Језеро” на Ади Циганлији од 4. до 30. августа 1980.[9]
- галерија „Смотре Мермер и звуци” у Аранђеловцу од 7. јула до 2. августа 1982.[9]
- купалиште „Језеро” на Ади Циганлији од 18. јула до 14. августа 1982.[9]
- галерија „Душан Влајић” у Београду од 3. до 27. априла 1982.[9]
- галерија УЛУС од 28. априла до 18. маја и од 18. јуна до 9. јула 1982.[9]
- купалиште „Језеро” на Ади Циганлији од 4. до 21. августа 1982.[9]
- Дом пионира и омладине Вождовац од 25. јуна до 10. децембра 1982.[9]
- Уметнички павиљон „Цвијета Зузорић” од 24. јануара до 6. фебруара 1983.[13]
- галерија УЛУС од 4. до 29. октобра 1983.[14]
- Дом културе и спортова Обреновац од новембра до децембра 1983.[8]
- „Прва искра” Барич од новембра до децембра 1983.[8]
- галерија Дома културе Студентски град од 21. јануара до 5. фебруара 1986.[15]
- галерија УЛУС од 24. јуна до 8. јула 1986.[16]
- Дом пионира и омладине Вождовац од 9. до 30. јула 1986.[16]
- Међународни Прес центар Танјуг од 24. јуна до 8. јула 1986.[17]
- Раднички универзитет „Андрија Хабуш” у Младеновцу од јуна до октобра 1986.[18]
- Дом културе Сопот од јуна до октобра 1986.[18]
- Дом културе и спортова Обреновац од јуна до октобра 1986.[18]
- „Прва искра” Барич од јуна до октобра 1986.[18]
- Београдски сајам од 23. до 28. октобра 1986.[19]
- галерија УЛУС и „Борба” од 1. до 15. фебруара 1988.[7]
- Дом културе Студентски град од 6. до 17. децембра 1988.[7]
- Уметнички павиљон „Цвијета Зузорић” од 6. до 31. августа 1992.[2] и од 30. јула до 31. августа 1998.[1]

## Документа Фонда
- Правилник о условима и начину рада Фонда младих из 1973. године
- Конкурс Фонда младих из 1980. године
- Уговор о коришћењу средстава Фонда за годину
- Позивница за изложбу корисника Фонда младих из 1986. године
- Картон Фонда младих
- Конкурс Фонда младих из 1990. године